# Synagoga w Kleszczelach
Synagoga w Kleszczelach – nieistniejąca, drewniana synagoga znajdująca się w Kleszczelach tuż obok rynku.
30 września 1881 roku na miejscu, gdzie stała stara synagoga, Mosze Gwin rozpoczął budowę nowej bożnicy, na wzniesienie której przeznaczył znaczną część funduszy. Podczas II wojny światowej, po wkroczeniu w 1941 roku wojsk niemieckichdo Kleszczel, synagoga została rozebrana, a z jej materiałów rozbiórkowych zbudowano nowy dom mieszkalny przy ulicy Boćkowskiej.
Drewniany budynek synagogi wzniesiono na planie prostokąta. Do zachodniej ściany dobudowana była piętrowa przybudówka, w której mieścił się przedsionek oraz babiniec na piętrze. Główna sala modlitewna oświetlana była wysokimi, prostokątnymi oknami. Budynek główny był przykryty dachem naczółkowym krytym dachówką, a przybudówka dachem dwuspadowym.